# 北部作戦地域司令部 (ウクライナ国家親衛隊)
北部作戦地域司令部（ほくぶさくせんちいきしれいぶ、ウクライナ語: Північне оперативно-територіальне об'єднання）は、ウクライナ国家親衛隊の司令部。国家親衛隊司令部隷下。

## 概要

### ロシア内戦
1920年9月18日、ロシア・ソビエト連邦社会主義共和国の護送隊として創設され、ソビエト・ウクライナ戦争でウクライナ・ソビエト社会主義共和国キエフに配備された。
1932年、内務人民委員部に編入し、第227連隊に改称された。

### ソ連国内軍
1942年1月から独ソ戦に投入され、枢軸国に勝利し、戦後はソ連国内軍に編入し、第472護送連隊に改称された。
1991年2月、部隊増強に伴い、第7独立護送旅団に改編された。

### ウクライナ国家親衛隊/ウクライナ国内軍
1992年1月、ソビエト連邦の崩壊とウクライナの独立で創設されたウクライナ国内軍に編入し、第1独立護送旅団に改称された。
1997年10月17日、レオニード・クチマ大統領より、名誉称号「キーウ」を授与された。
2000年1月、部隊増強に伴い、北部作戦地域司令部に改編された。
2014年3月、ウクライナ国内軍の廃止で創設されたウクライナ国家親衛隊に編入した。

## 編制

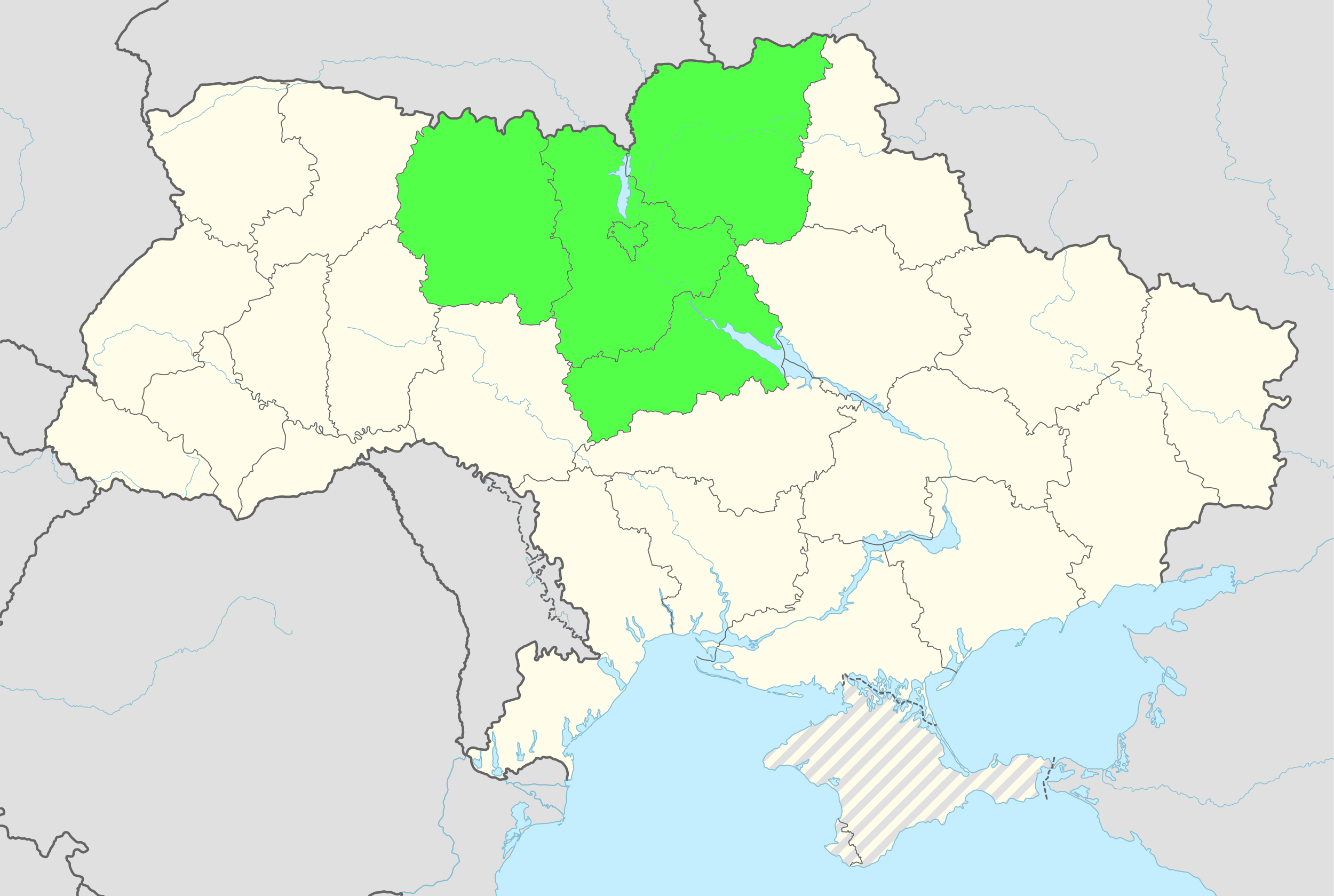
北部作戦地域司令部の担任地域

- 司令部（キーウ）
- 第1特務旅団（ヴィーシュホロド）
- 第25独立治安防護旅団（ウクライナ語版）（キーウ）
- 第27独立旅団（キーウ）
- 第27独立連隊（ウクライナ語版）（チェルニーヒウ）
- 第31独立連隊（ウクライナ語版）（チェルカースィ）
- 第75独立大隊（ウクライナ語版）（ジトーミル）
- 第2予備役大隊
- 無人機群
- 予備役衛生中隊
- 訓練所